# 蒙塔尼亚雷亚莱
蒙塔尼亚雷亚莱（義大利語：Montagnareale），是意大利西西里大区墨西拿廣域市的一个市镇。总面积16平方公里，人口1709人，人口密度106.8人/平方公里（2009年）。ISTAT代码为083056。